# Ibrahim Urabi
Ibrahim Ahmad Urabi (arab. إبراهيم عرابي, ur. w 1912 w Aleksandrii, zm. 2 lipca 1957 tamże) – egipski zapaśnik. Brązowy medalista olimpijski z Londynu.
Zawody w 1948 były jego drugimi igrzyskami olimpijskimi. W 1936 zajął piąte miejsce. Walczył w stylu klasycznym, w 1948 zdobywając brąz w wadze półciężkiej, poniżej 87 kilogramów. W 1951 był srebrnym medalistą igrzysk śródziemnomorskich.